# Норт Плејнс (Орегон)
Норт Плејнс (енгл. North Plains) град је у америчкој савезној држави Орегон.

## Демографија
По попису из 2010. године број становника је 1.947, што је 342 (21,3%) становника више него 2000. године.
| Група             | 2000.         | 2010.         |
| Белци             | 1.407 (87,7%) | 1.616 (83,0%) |
| Афроамериканци    | 2 (0,1%)      | 8 (0,4%)      |
| Азијати           | 30 (1,9%)     | 36 (1,8%)     |
| Хиспаноамериканци | 114 (7,1%)    | 214 (11,0%)   |
| Укупно            | 1.605         | 1.947         |